# Johan Derfelt
Johan Derfelt, född 1561, död 27 juni 1633 i Reval, var en balttysk sjöofficer och hovjunkare.
Johan Derfelt var troligen son till borgaren i Dorpat Hans Derfelt. Enligt senare uppgifter skall han med sin mor och fyra bröder 1571 ha förts bort i rysk fångenskap. Johan Derfelt gick i skola i Riga och blev därefter student vid Rostocks universitet 1585. Han reste även i Frankrike, England, Italien och Spanien. Därefter kom han att hamna i svensk tjänst som sjökapten, han var 1593-1594 kapten på hertig Karls skepp Svan och Gripen under en resa till Spanien och Portugal och 1595 kapten på Engeln och Gripen på en resa till Frankrike. Johan Derfelt kom 1596 att misstänkas av hertig Karl för underslev vid försäljningen av skeppens gods men genom sitt stöd till hertigen i konflikten med Sigismund undgick han vidare repressalier. 1598 var han kapten på småfartyget Räven i Joachim Scheels flotta och blev 1599 hovjunkare hos hertig Karl och förlänades Christoffer Andersson Grips förbrutna gods.
Derfelt blev 1599 överste för ett regemente finska knektar som skulle understödja Carl Carlsson Gyllenhielm anfall mot Reval. Han sändes dock först att segla till Gotland för att avslöja lybska skepp och om han var stark nog försöka kapa dem. Han skulle därefter ansluta sig till Gyllenhielms flotta i trakterna kring Reval. De seglade därefter till Hanö och skickade de erövrade lybska fartygen till Kalmar och återvände därefter till Dalarö. På sensommaren deltog han vid förhandlingarna med den polske legaten Johan von Schortz i Stockholm. I september deltog han tillsammans med Joachim Scheel i belägringen av Åbo slott och förlänades därefter Carl Svenssons (Stiernkors) förbrutna gods Kerknäs i Finland. Han fick därefter orter om avresa till Helsingfors. I december deltog han tillsammans med Erland Björnsson (Bååt) och D Stryk i hertigens delegation som under Göran Claesson (Stiernsköld) sändes till ryske tsaren för att meddela om avsättandet av Sigismund som svensk kung och erbjuda en allians. Han var därefter tillförordnad ståthållare i Narva stödde Carl Carlsson Gyllenhielms operationer i Estland från juni 1601 och var därefter ståthållare på Salis i Livland, i Dorpat 1601-1602 då man befarade ett anfall från Jan Zamoyski och därefter i Hapsal 1605-1611. 
Under 1605 års fälttåg biträdde Derfelt i Finland vid mönstringen av fänrikarna som sänts från Stockholm för att förstärka Anders Lennartssons trupper och vid överskeppningarna av trupperna från Finland till Estland. 1610 tjänstgjorde han åter vid flottan och förde befäl över fem skepp som från Stockholm sändes till Kalmar för att förena sig med Göran Nilsson Gyllenstiernas flotta. Under angreppet på Livland 1617 som leddes av Nils Göransson Stiernsköld tjänstgjorde Derfelt som krigskommissarie med uppgift att sörja för arméns behov av pengar, proviant och ammunition. Sedan fästningarna vid Düna gått förlorade biträddes han av Adam Schraffer. Derfelt fick även uppgift att föra över förstärkningar från Sverige och ankom med dessa till Pernau i oktober 1617. Sedan Göran Gyllenstierna blivit riksamiral fördelades flottan på fem viceamiralskap, varvid Defelt tilldelades ett av dess, Scepters flotta, uppkallat efter regalskeppet i detsamma. Efter erövringen av Riga och centrala Livland utsågs Derfelt 1621 till viceguvernör till guvernören i Riga, Jesper Matsson Krus. Han uppgift här var att förvalta slottets ekonomi och övervaka borggreven samt att stödja Krus i att utse uppbördsmän och kontrollera deras förvaltning. Han ledde också tillsammans med Krus den kommission som i Riga skulle hålla revision av adelsgodsen och beslagta alla som kunde räknas som förverkade.
Orsaken till hans avgång är inte känd. Han var rättegångskommissarie i Riga i augusti 1622 och en av de svenska fredskommissariernas underdelegater vid underhandlingarna med Polen på hösten samma år.